# Géza Horváth
Géza Horváth (Csécs, 23 novembre 1847 – Budapest, 8 settembre 1937) è stato un medico ed entomologo ungherese, riconosciuto a livello internazionale per il suo lavoro sugli insetti rincoti (Rhynchota). Ha anche contribuito ampiamente allo studio della fauna ungherese di cocciniglie, pubblicando inoltre durante la sua vita più di 350 articoli.
Fu nominato direttore della neonata stazione nazionale di ricerca sulla fillossera a Budapest nel 1880, dove fece ricerche su afidi, Phylloxeridae e psille. Continuò come direttore dopo che la stazione fu rinominata stazione entomologica di Stato e allargò la sua attenzione ad altri tipi di insetti nocivi.
Nel 1896 tornò al Museo di storia naturale di Budapest, dove fu direttore del dipartimento di zoologia fino al suo pensionamento. Rimase attivo nell'entomologia dopo il pensionamento, e fu presidente della 10ª Conferenza Zoologica Internazionale quando Budapest la ospitò nel 1927 (il suo 80º anno).
Una specie di lucertola, la Iberolacerta horvathi o lucertola di Horvath, è stata così chiamata in suo onore.
| Horváth è l'abbreviazione standard utilizzata per le specie animali descritte da Géza Horváth. Categoria:Taxa classificati da Géza Horváth |